# Elvillar
Elvillar (cooficialmente en euskera: Bilar) es un municipio español de la provincia de Álava, en la comunidad autónoma del País Vasco.

## Toponimia
Este vocablo en su etimología procede del latín medieval «villaris» y a su vez influido del latín «villa» que quiere decir villa o la casa de campo.

## Geografía

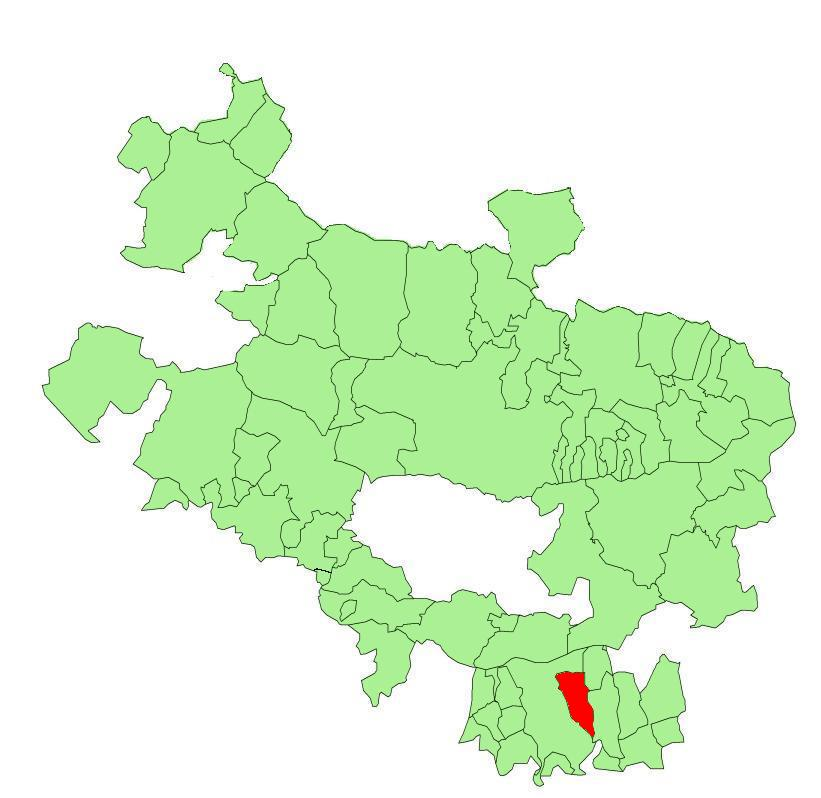
Extensión del municipio en la provincia de Álava

Forma parte del concejo el despoblado de Quintanilla.

## Demografía
Elvillar cuenta con una población de 319 habitantes (INE 2024).
| Gráfica de evolución demográfica de Elvillar entre 1842 y 2021 |
| |
| Población de derecho según los censos de población del INE Población de hecho según los censos de población del INEEn estos censos se denominaba Elvillar: 1842, 1857, 1860, 1877, 1887, 1897, 1900, 1910, 1920, 1930, 1940, 1950, 1960, 1970, 1981 y 1991 |

| Gráfica de evolución demográfica de Elvillar entre 1988 y 2008 |
|                                                                |

## Administración y política
| Periodo   | Nombre                        | Partido | Partido                                                      |
| --------- | ----------------------------- | ------- | ------------------------------------------------------------ |
| 1979-1983 | José Antonio García Lopez-Gil |         | Euzko Alderdi Jeltzalea-Partido Nacionalista Vasco (EAJ-PNV) |
| 1983-1987 | Julián Dañobeitia Peciña      |         | Independiente                                                |
| 1987-1991 | Paulino García Lopez-Gil      |         | Euzko Alderdi Jeltzalea-Partido Nacionalista Vasco (EAJ-PNV) |
| 1991-1995 | Julián Ruiz Viñaspre Medrano  |         | Euzko Alderdi Jeltzalea-Partido Nacionalista Vasco (EAJ-PNV) |
| 1995-1999 | Miguel Arana Cuesta           |         | Euzko Alderdi Jeltzalea-Partido Nacionalista Vasco (EAJ-PNV) |
| 1999-2003 | José Antonio García Lopez-Gil |         | Euzko Alderdi Jeltzalea-Partido Nacionalista Vasco (EAJ-PNV) |
| 2003-2007 | Luis Ángel Bermúdez Lopez-Gil |         | Euzko Alderdi Jeltzalea-Partido Nacionalista Vasco (EAJ-PNV) |
| 2007-2019 | Gerardo Olano Medrano         |         | Euzko Alderdi Jeltzalea-Partido Nacionalista Vasco (EAJ-PNV) |
| 2019-act. | Enrique Pérez Mazo            |         | Euzko Alderdi Jeltzalea-Partido Nacionalista Vasco (EAJ-PNV) |

| Partido político                                              | 2015  | 2015       | 2011  | 2011       | 2007  | 2007       | 2003  | 2003       | 1999  | 1999       | 1995  | 1995       | 1991  | 1991       |
| Partido político                                              | %     | Concejales | %     | Concejales | %     | Concejales | %     | Concejales | %     | Concejales | %     | Concejales | %     | Concejales |
| Euzko Alderdi Jeltzalea-Partido Nacionalista Vasco (EAJ-PNV)  | 67,72 | 6          | 55,65 | 4          | 49,22 | 4          | 48,12 | 4          | 53,03 | 4          | 59,68 | 4          | 55,04 | 4          |
| Partido Socialista de Euskadi-Euskadiko Ezkerra (PSE-EE PSOE) | 14,81 | 1          | 14,64 | 1          | 2,33  | 0          | 2,26  | 0          | —     | —          | —     | —          | —     | —          |
| Partido Popular del País Vasco (PP)                           | 8,99  | 0          | 25,52 | 2          | 44,57 | 3          | 45,11 | 3          | 20,45 | 1          | —     | —          | —     | —          |
| Unidad Alavesa (UA)                                           | —     | —          | —     | —          | —     | —          | 0,38  | 0          | 24,24 | 2          | 37,76 | 3          | 44,24 | 3          |

## Cultura

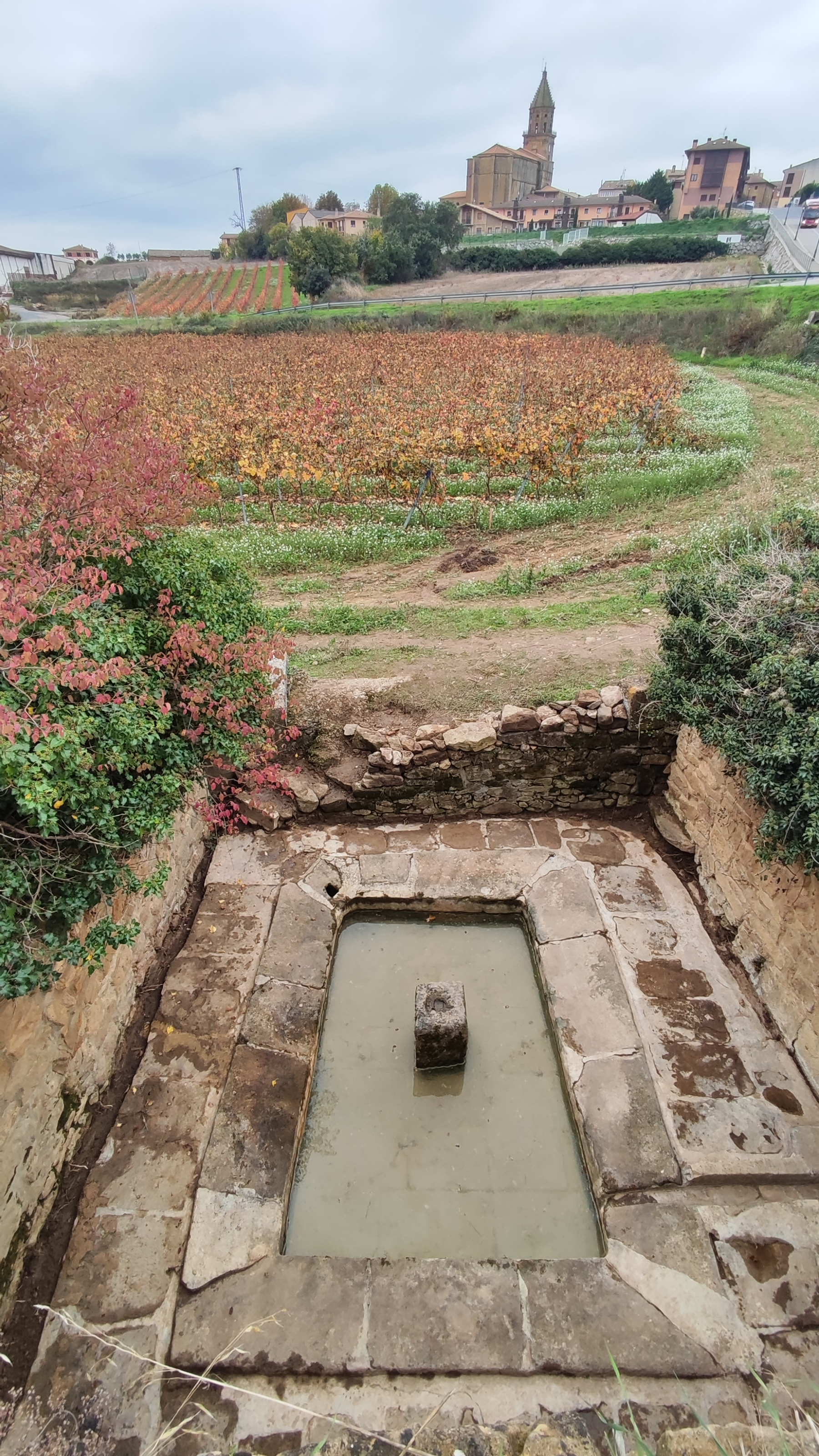
Vistas de Elvillar desde el lavadero El Soto

### Patrimonio material
- Iglesia de Nuestra Señora de la Asunción.[6]
- Fuente situada en la Plaza Santa María.[7]
- Fuente en C/ Cercas Altas o del Somillo.[8]
- Fuente El Cerrao.
- Fuente-lavadero El Soto: conjunto de fuente aljibe y lavadero ubicado en las afueras del pueblo en el cruce de las carreteras que conducen a Cripán y a Lanciego.[9]
- La horca-rollo.[10]
- Fuente del rollo.[11]
- Puente del Cubillo.[12]
- Puente de El Pisón sobre el arroyo de la Uneba
- Puente de Quintanilla sobre el río de Quintanilla
- Trujales del concejo.[13]
- Lagar rupestre de San Vicente.[14][15]
- Lagar rupestre de San Pedro.[14]

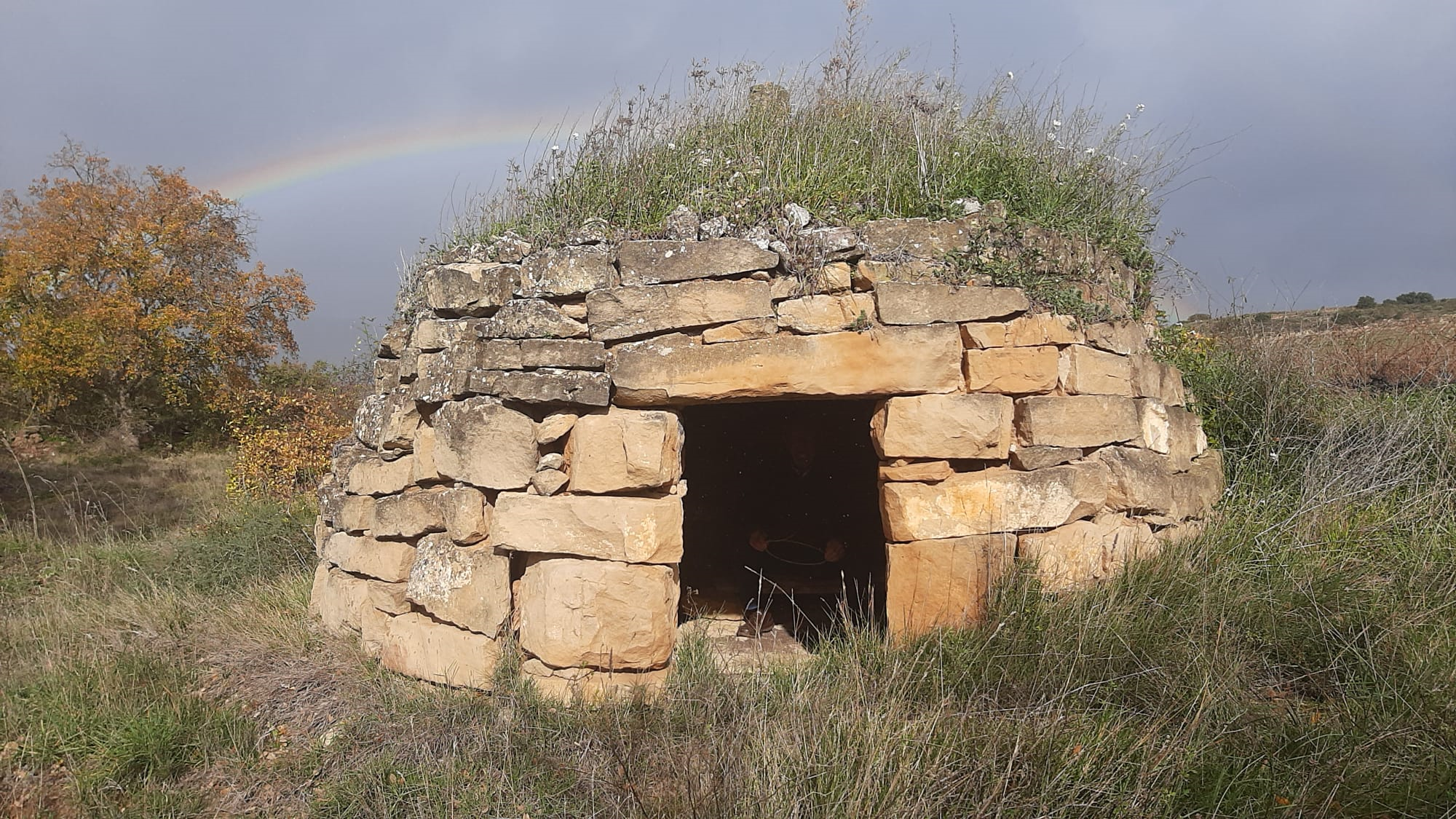
Guardaviñas

- GuardaviñasNumerosos chozos, casillas o guardaviñas.[16] Se han contabilizado 279. 9 por kilómetro cuadrado[17]
- Varias bodegas subterráneas.[18]
- Dolmen de la Chabola de la Hechicera.
- Dolmen de El Encinal.[19]

### Patrimonio inmaterial

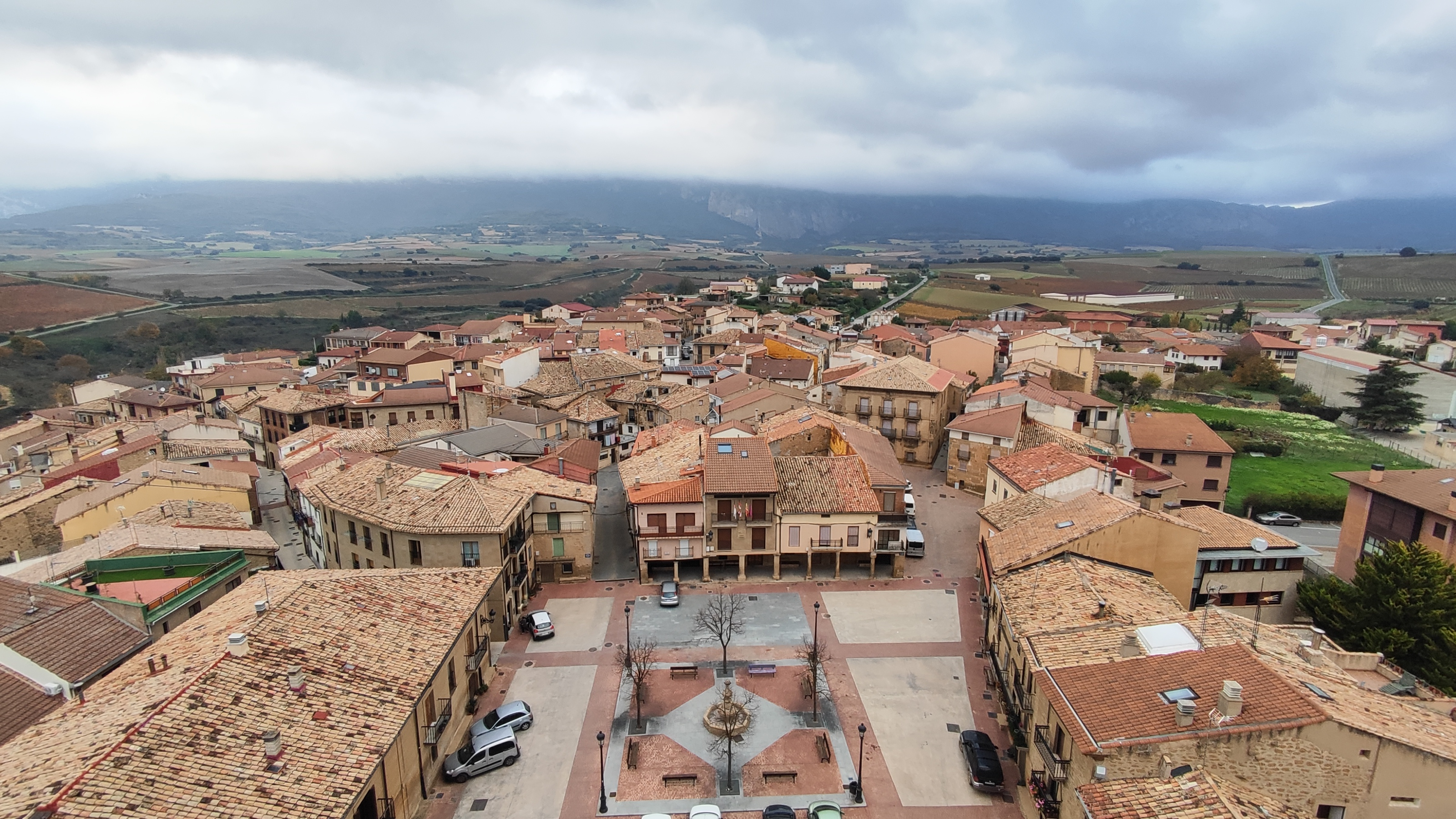
Quinta fachada de Elvillar desde la torre de la iglesia

- Quinta fachada de Elvillar desde la torre de la iglesiaFebrero (víspera del 4): Santa Águeda.[20]
- Marzo (en torno al 19): Meriendillas.[20]
- 15 de Mayo: San Isidro Labrador.[20]
- Mayo: Estraperlo. Marcha entre Elvillar y Bernedo.[20]
- Fiestas Patronales 16, 17 y 18 de Agosto. Los días 15 y 16 de agosto están dedicados a la Virgen de la Asunción y San Roque. Las fiestas comienzan con la bajada de “La Hetxizera” desde la torre de la Iglesia a la balconada del Ayuntamiento. El programa ofrece una gran variedad de actos musicales, funciones de todo tipo y degustaciones. Las rondas de “Zurracapote” y el “Akelarre”, son sin duda los actos más populares y los que más gente reúne.[20]
- 1 de noviembre: Noche de ánimas.[20]
- 7 de diciembre: Marchos. Tradición mas antigua que se celebra en Elvillar y de un marcado carácter pagano.[20]